# Sportovní nápoj

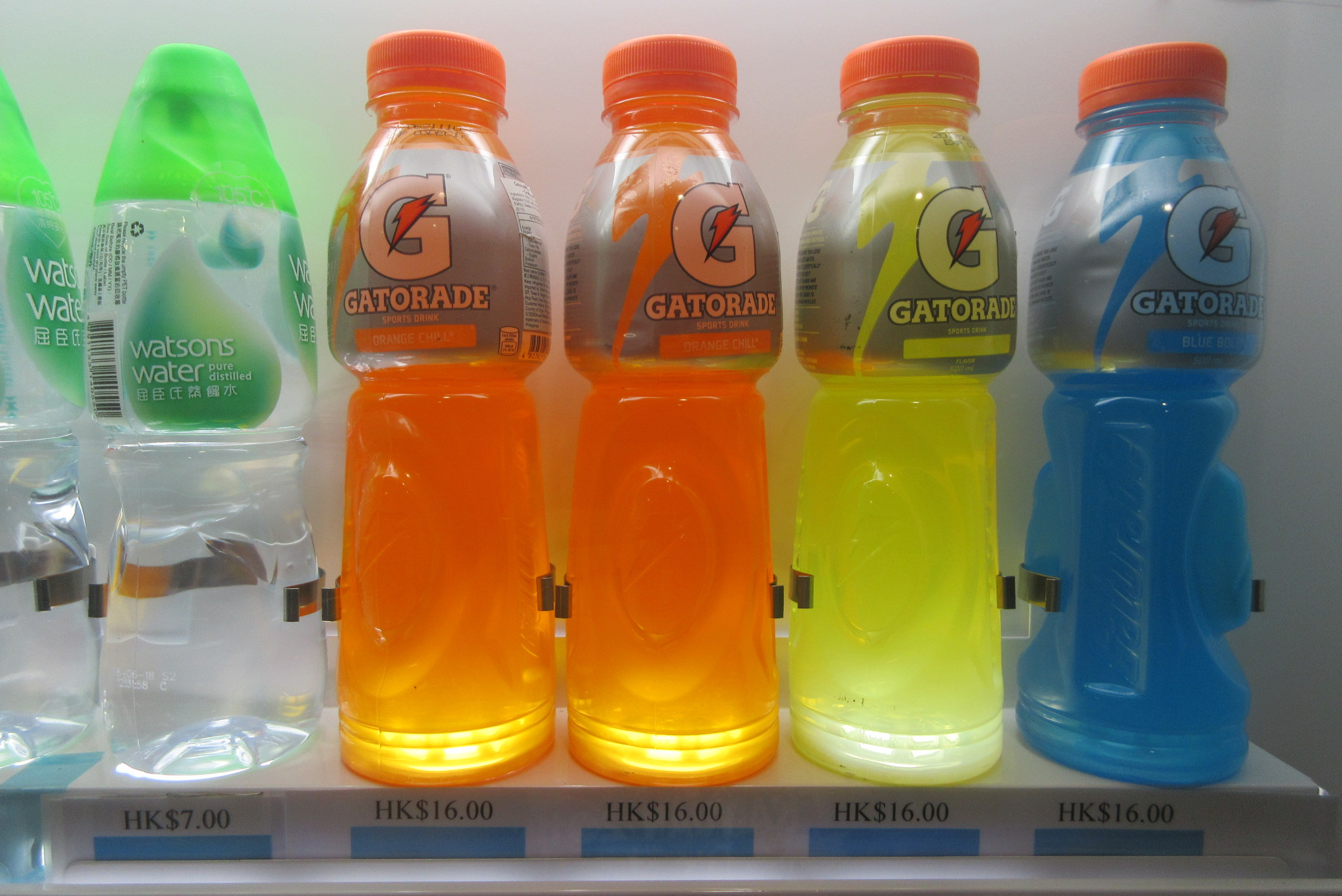
Sportovní nápoje na poličce

Sportovní nápoje jsou nápoje určeny rekreačním, výkonnostním a vrcholovým sportovcům. Podle koncentrace minerálních látek se dělí na hypotonické, izotonické a hypertonické nápoje. Podle obsahu energie na rehydratační, rehydratačně-energetické a energetické. Sportovcům jsou k dispozici jak tekuté koncentráty, tak práškové formy, určené pro přípravu sportovního nápoje.

## Hypotonické nápoje
Hypotonické nápoje mají nižší osmolaritu než vnitřní prostředí v lidském organismu. Čím nižší je osmolarita, tím lepší je přecházení látek do krve. Hypotonické iontové nápoje jsou používány především při aerobních aktivitách, kdy se sportovec velmi potí (běh, cyklistika). Pot je u těchto sportovních aktivit málo koncentrovaný a jeho majoritní složkou je voda. Jelikož je třeba doplnit zejména tekutiny je nejvhodnější právě hypotonický nápoj.

## Izotonické nápoje
Izotonické nápoje mají stejnou osmolaritu jako vnitřní prostředí organismu. Rychlost vstřebávání je tedy o něco pomalejší, než jak je tomu u nápojů hypotonických. Používají se zejména tam, kde sice dochází k velkému pocení, ale výkon netrvá tak dlouho (obvykle ne déle než hodinu). Pot je podstatně koncentrovanější a nedochází k tak extrémním ztrátám tekutin. Jako příklad můžeme uvést sporty, při kterých je zapotřebí velké množství svalové síly (squash, tenis). Při svalové práci je totiž třeba větší množství iontů, zejména pak sodík, draslík, vápník a hořčík. Dále je můžeme použít po ukončení zátěže ve fázi regenerace.
Obecně jsou hypotonické nápoje mnohem vhodnější pro použití při fyzické zátěži, než nápoje izotonické.

## Hypertonické nápoje
Hypertonické nápoje mají vyšší osmolaritu než vnitřní prostředí organismu. Jejich použití je pro sport ve většině případů nevhodné a neuváženým použitím je možné narušit vnitřní elektrolytovou rovnováhu. Vypití hypertonického nápoje vede k sekreci do střevního lumen, a i když je tento účinek přechodný, vede k dočasnému zhoršení rozsahu dehydratace.

## Energetické nápoje
Většina iontových nápojů má i energizační účinky. Jsou to tzv. iontové rehydratační a regenerační nápoje, které kryjí zvýšenou potřebu základních minerálů, zabraňují poklesu výkonnosti při vyčerpávání svalového glykogenu, podporují vytrvalost, koncentraci a vitalitu. Rehydratační energetické nápoje by měly mít maximálně 8 % sacharidů, což je koncentrace, která nezpomaluje vstřebávání tekutin a zároveň je dostačujícím zdrojem energie. Se vzrůstajícím obsahem sacharidů v nápojích se zpomaluje rychlost, s kterou tyto roztoky opouštějí žaludek. Jejich funkce už není hydratační, ale energetická. Energetické nápoje obsahují jednak vysoce energetické látky (glukóza, MCT atd.), ale také látky ovlivňující rychlost a účinnost spalování energetických sloučenin (karnitin, koenzym Q10) a látky stimulující k činnosti nervovou soustavu a tím zprostředkovaně zvyšují schopnost uvolňovat energii (kofein, taurin).